# Spindasis paradoxa
Spindasis paradoxa är en fjärilsart som beskrevs av Schultze 1908. Spindasis paradoxa ingår i släktet Spindasis och familjen juvelvingar. Inga underarter finns listade i Catalogue of Life.